# 유로마이단 프레스
유로마이단 프레스(Euromaidan Press)는 2014년 우크라이나 출신 기여자들에 의해 설립된 영자 뉴스 웹사이트로, 독자 기부금과 국제 르네상스 재단의 후원을 받는다. 이 이름은 우크라이나의 유로마이단 운동과 동일하다. 비정부 기구로 등록된 EP의 목표는 비즈니스 문제, 경제, 군사 분쟁, 관광 등 우크라이나 주제에 관심 있는 사람들에게 영어 자료를 제공하는 것이다.

## 뉴스 조직
유로마이단 프레스는 우크라이나와 관련된 문제에 대한 독립적인 뉴스 보도를 제공하기 위해 우크라이나 자원봉사자들이 온라인 기반 신문으로 설립했다. 이 뉴스 조직은 2014년 1월에 처음 시작되었다. 이 이름과 가치는 우크라이나의 유로마이단 운동과 공유되며, 이 뉴스 조직은 "핵심 민주적 가치를 지지하는 다른 국가들에서 독립적인 미디어와 민주적 이니셔티브를 발전시키는 노력을 지지한다"고 밝혔다. 이 사이트의 주요 창립자는 캐나다 분석가 맷 바비악 (그 다음 해에 떠남)와 키이우 기반 활동가 알리아 샨드라였다. 샨드라는 이전에 2013년 유로마이단으로 알려진 우크라이나의 시위와 시민 불안 시기에 우크라이나 뉴스 보도를 영어로 번역하는 것을 도왔다. 이 신문에 기여한 다른 기자들로는 막심 네드리아, 올레흐 히치코, 미하일로 혼차르, 폴 A. 고블이 있다.
이 신문 설립의 목표는 우크라이나 저널리즘에 대한 정보를 영어 사용자들에게 제공하는 것이었다. 이 조직은 같은 이름으로 우크라이나에 비정부 기구로 등록되었다. 이 뉴스 조직은 러시아-우크라이나 전쟁, 비즈니스 문제, 우크라이나 경제, 관광 관련 이야기에 중점을 두었다. 이 신문의 창립은 러시아가 우크라이나에서 벌이는 역정보 캠페인에 대처하기 위해 "비당파적이고, 비종교적이며, 편향되지 않은 정보를 수집, 의존, 홍보"하려는 시도였다.
뉴스 콘텐츠는 euromaidanpress.com 웹사이트를 통해 온라인으로 제공되도록 설정되었다. 이 신문은 X (소셜 네트워크)와 페이스북에서 Euromaidanpr이라는 소셜 미디어 계정을 유지했다. Friends of Ukraine Network이라는 하위 프로젝트는 우크라이나 정치 문제에 대한 반정기적인 뉴스 보도를 발표했다. 이 신문의 Reft and Light 프로젝트는 전체주의 단체를 분석하기 위해 설립되었다. 이 뉴스 조직은 Euromaidan SOS와 협력하여 letmypeoplego.org.ua 웹사이트를 통해 러시아에 수감된 우크라이나 출신 정치범들에게 관심을 모았다. 국제 르네상스 재단은 유로마이단 프레스의 이니셔티브를 지지했다.

## 평가
저널 오브 소련 및 탈소련 정치 사회에 기고한 타티아나 본치-오스몰로프스카야는 이 뉴스 조직을 "우크라이나 문제에 대한 전 세계적 인식을 높이기 위한 일련의 온라인 이니셔티브" 중 하나로 평가했다. 그녀는 유로마이단 프레스를 "지역 우크라이나 뉴스 매체 자료 번역을 전문으로 하는 온라인 신문"이라고 설명했다. J. L. 블랙과 마이클 존스는 그들의 책 『냉전의 귀환: 우크라이나, 서방 그리고 러시아』(2016)에서 이 뉴스 조직을 "다채로운 웹사이트"를 가진 자료로 인용했다. 유로마이단 프레스는 『유럽 위기의 완벽한 폭풍』(2017), 크리스틴 이머랜의 『우크라이나의 새로운 세대 정치 활동: 2000–2014』(2017), 『전 세계 온라인: 인터넷, 소셜 미디어, 모바일 앱의 지리적 백과사전』(2017), 그리고 제라드 토알의 『인접 해외: 푸틴, 서방 그리고 우크라이나와 코카서스를 둘러싼 경쟁』(2017) 등 우크라이나 뉴스 분석 연구에 활용되었다.

## 같이 보기
- 유로마이단
- 존엄의 혁명
- 러시아의 크림반도 합병
- 돈바스 전쟁에 대한 국제적 반응
- 러시아-우크라이나 전쟁

## 더 읽어보기
- Leonor, Alex (2016년 8월 31일), “A guide to Russian propaganda. Part 2: Whataboutism”, 《StopFake.org》
- Whitmore, Brian (2016년 9월 6일). “Deconstructing Whataboutism”. 《The Morning Vertical》. State News Service. Deconstructing Whataboutism - In the second part of its guide to Russian propaganda, Euromaidan Press takes a look at 'Whataboutism.'